# Pulsatilla aurea
Pulsatilla aurea là một loài thực vật có hoa trong họ Mao lương. Loài này được Juz. miêu tả khoa học đầu tiên năm 1937.